# Logica giuridica
La logica giuridica è la scienza del ragionamento giuridico. Il diritto qui interviene non solo come metodo di studio, ma anche come oggetto del ragionamento stesso, che avrà carattere agonistico e sarà concentrato nell'ambito delle argomentazioni giuridiche. È un campo molto vasto, ma il metodo scientifico impedisce gli sconfinamenti nella filosofia del diritto e nella logica pura.

## Descrizione
Antropologicamente, è possibile introdurre la logica giuridica dato che è proprio il fondamento culturale del diritto ad esprimersi attraverso forme logiche precise. In questo caso, però, il fondamento culturale della logica giuridica andrebbe ricercato dalla disciplina chiamata "antropologia giuridica".
Dal punto di vista del cittadino, il giudice rappresenta un rischio, a causa dell'incertezza che l'attività decisoria comporta. Si teme il processo perché è comunemente ritenuto un'attività fisiologicamente discrezionale, con possibili derive nell'arbitrio, che genera incertezza sugli esiti. Ne sono prove i numerosi e frequenti contrasti di giurisprudenza che affollano i repertori giudiziari.
Tutto ciò è rafforzato dal fatto che la decisione non è (se non in casi sporadici) frutto esclusivo di un iter logico modellato secondo le forme della deduzione sillogistica. Ecco perché le decisioni devono essere motivate, ed anche ben motivate, con argomenti adeguati al caso concreto ed effettivi; il giudice deve spiegare quali sono le "buone ragioni" su cui si fonda la decisione, e queste devono essere "buone" non solo agli occhi del giudice ma anche di quelli che si trovino a valutarne ex post il fondamento.
Nella logica giuridica, due ostacoli si frappongono a questo obiettivo: l'esistenza di "casi oggettivamente difficili" e il fatto che qualunque ragionamento (pur se formalizzabile) necessariamente riflette un'«azione interiore dell'anima» (Aristotele), consistente nell'interpretare le ambiguità della normativa vigente e nel cogliere differenze e analogie tra il caso da decidere e altre fattispecie storiche (i precedenti giudiziari).
Ci sono due vie per arrivare a capire la funzione e l'uso della logica giuridica: la dialettica e la retorica.

## Applicazione
Nell'ambito della scienza giuridica, la logica giuridica gioca un ruolo fondamentale, perché il diritto è un insieme coerente e chi lo applica sa di dover "motivare" e/o giustificare le proprie azioni. Dall'art. 111 della Costituzione deriva l'inderogabile obbligo per il giudice di motivare i propri provvedimenti, in ossequio al principio di ragionevolezza.
M. S. Giannini scrive: "Gli unici atti «programmatici» per i quali si siano posti dei problemi in ordine alla motivazione sono la sentenza e il provvedimento amministrativo. Per gli altri atti programmatici, quali gli atti normativi e i negozi giuridici, nel nostro ordinamento non sussistono norme che dispongano circa la necessità di motivare".

### La dialettica
Derivata dai Sofisti, la Dialettica era interessata all'arte della parola, del discorso. Questa è la via meno scientifica ma è sicuramente quella più usata quando si vuole avere ragione e/o convincere un avversario o il pubblico. Infatti, la Dialettica è il tipo di ragionamento logico ancora oggi più diffuso nelle aule di tribunale, nei parlamenti, in televisione. Per cercare di fare dei discorsi sempre più incisivi e persuasivi, i Sofisti incominciarono a studiare le regole che presiedono all'arte del discorso, cercando di usarle ai propri fini. Dialettica era l'arte di unire due termini diversi (tesi e antitesi) per giungere alla formulazione di una sintesi.
Nella logica aristotelica, la forma tipica di un ragionamento dialettico era il cd. sillogismo.
Classico esempio ne è:
- tutti gli uomini sono mortali;
- Socrate è un uomo;
- Socrate è mortale.

Si parte da una premessa categorica espressa mediante un quantificatore logico (tutti, qualcuno, nessuno), si pone poi la seconda premessa che abbia un termine in comune con la prima (nell'esempio: uomo), e se ne deduce una conclusione "logica" (ma non "provata"). La struttura logica della sentenza, nella concezione tradizionale, era il sillogismo (ragionamento concatenato). Soprattutto i giuristi illuministi si rifacevano al modello del sillogismo categorico (che, al contrario di quello ipotetico, contiene delle affermazioni precise), ispirato dal positivismo giuridico, secondo cui il compito del giudice si esaurisce nella mera applicazione della legge scritta: la sentenza è una ricognizione acritica della volontà del legislatore.Ma già gli Stoici avevano intuito che il sillogismo non è un ragionamento, bensì un'affermazione apodittica, non dimostrativa, dove sono evidenti solo le premesse e la conclusione ma non anche il processo mentale che porta dalle une all'altra.

In altre parole, il sillogismo è un'argomentazione dialettica, nel senso che le sue conclusioni sono solo "plausibili" ma non è detto che siano anche "vere".
Il sillogismo diventa addirittura illegittimo, come affermerà Kant, se viene preso come strumento di conoscenza. Ad esempio, se si segue la concatenazione causale nel mondo empirico e si risale ad una Causa Prima (Dio), si fa un passaggio illegittimo, perché invece di organizzare conoscenze acquisite se ne costruiscono di nuove. 
La critica degli Stoici è stata ripresa nel tempo da varie Scuole di Logica, tutte più o meno concordi nell'affermare che il modello sillogistico può andare bene solo per i "casi facili" (cd. easy case), dove non ci sono dubbi sulla norma da applicare e sulla classificazione dei fatti. Nei casi facili, può essere sufficiente una giustificazione deduttiva, cioè un sillogismo categorico, che è un classico modus ponens, ossia una regola di inferenza: si dichiara che una certa premessa è vera e se ne inferisce l'esito logico 
 Anche a voler usare la logica proposizionale, il sillogismo adoperato nella logica giuridica non dice se le premesse sono vere o false, anzi dà per scontato che siano vere: è infatti "categorico" perché si basa su enunciati affermativi.

In ogni caso, non dice se è vera la conclusione, ma dice solo che nella premessa maggiore c'è il fine da raggiungere e nella premessa minore ci sono i mezzi per raggiungerlo. È dunque solo un argomentare saggio, non anche un argomentare logico.  La grande conquista di Aristotele è stata quella di aver enunciato due universali principi della logica:
- il principio del terzo escluso, secondo cui, se vogliamo essere in grado di fare dei predicati, cioè di compiere un'affermazione logica, dobbiamo convincerci che un asserto può essere vero o falso e che non esiste una terza possibilità. La logica aristotelica è una"logica binaria", una logica a due valori, ma spesso è troppo scarna per descrivere la realtà empirica.

In campo informatico, abbiamo un controesempio: la logica fuzzy. Se diciamo (con logica binaria) che 0 = falso e 1 = vero, possiamo dire ad un computer di distinguere vero da falso utilizzando due valori interi (0 e 1), e questo corrisponde in campo giuridico agli easy cases, dove è sufficiente un IF-THEN per garantire la validità logica del ragionamento (ma, in ogni caso, non anche la sua verità). Ci sono però situazioni in cui è più difficile decidere in termini assoluti: in campo informatico, soccorre la logica fuzzy, che riesce ad accettare come possibili risposte tutti i valori compresi tra 0 e 1. Per la logica fuzzy, non vale il principio aristotelico del terzo escluso, perché non è basata su una rigida bivalenza, e tollera persino i paradossi (enunciati contemporaneamente veri e falsi), dove il valore di verità di una frase coincide col valore di verità della sua negazione.
- principio di contraddizione (nella versione originale aristotelica, questo principio non voleva esprimere un divieto, e quindi mancava la negazione non): Aristotele sosteneva che un'affermazione, che può essere solo o vera o falsa, non può essere contemporaneamente vera e falsa, perché il ragionamento deve essere privo di contraddizioni. È anche detto principio di determinazione, nel senso che se A = B, non si può contemporaneamente pensare che A ≠ B, ed inoltre è esclusa una terza eventualità. A e B o sono uguali oppure non lo sono. Ma Pascal ebbe a dire: la contraddizione non è un segno di falsità, né la mancanza di contraddittorietà un segno di verità.

### La retorica
Nel pensiero aristotelico, la Retorica è «la facoltà di scoprire in ogni argomento ciò che è in grado di persuadere». Retorica è dunque l'arte di strutturare una successione di argomenti in una determinata forma dialettica, quindi è un modo per comunicare un contenuto nella maniera più convincente.
Argomentare implica la capacità di oltrepassare i propri pregiudizi e le proprie opinioni, per offrire ragioni consistenti a supporto di una decisione presa a seguito di una scelta.
Aristotele elaborò per primo la «teoria dell'argomentazione», individuandone i cardini (esempi ed entimemi); con Cicerone, la Retorica compì un notevole passo in avanti, ma la vera sistemazione dogmatica si ebbe nel XX secolo con il Traité de l'argumentation di Chaim Perelman che nel 1958 recupera la teoria aristotelica ed integra gli strumenti esemplificativi ed entimematici con il cd. "ragionamento inverso", l'analogia, l'argomento "a maggior ragione" e il ragionamento "per assurdo".

### Le figure retoriche
Nella struttura dell'argomentazione, anche quella di stampo giuridico, si usano (spesso inconsapevolmente) le seguenti figure retoriche:
- la commoratio (figura di amplificazione): indugio ripetitivo su un concetto, sotto forma di interpretazione o parafrasi, che consiste nell'accostare un enunciato ad un altro equivalente, a fini di chiarimento e precisazione. È un girare intorno al concetto, per rifinirne i particolari: ad es. «(...) la potestà espropriativa sarebbe caratterizzata da una peculiare sua tipicità, in quanto riferibile a casi preventivamente e tassativamente individuati dalla legge (...)» (sentenza Corte Cost. n. 384 del 1990, punto 4 della motivazione "in diritto"). In questo esempio, la "tipicità" non richiede chiarimenti, essendo uno dei concetti "primitivi" del diritto, e tuttavia il redattore, Caianiello, ha ritenuto di dover retoricamente interpretare la nozione di tipicità per conferirle più incisività;
- la expolitio (figura di amplificazione): ritoccare il concetto già espresso, aggiungendo informazioni complementari e variando l'espressione linguistica, cioè amplificando, dilatando, creando connessioni per spiegarsi meglio.
- la dubitatio (figura di chiarificazione): esitazione tra due o più possibili interpretazioni di un fatto o di un evento, valutando i pro e i contro; figura molto usata quando vi è difficoltà di prendere una decisione;
- la correctio (figura di chiarificazione semantica): negazione o rifiuto di un termine non appropriato, che viene affiancato da quello più adeguato al caso (schema lessicale: "non x, ma y", oppure "è x, anzi per meglio dire è y");
- la ipotiposi (figura di amplificazione): enumerazione e/o descrizione di pensieri che stimolano la rappresentazione concettuale di un oggetto (schema: "immaginiamo che..." , "supponiamo che..", "ipotizziamo che...", ecc.).